# Computer Output to Laser Disk
Pour les articles homonymes, voir Cold.
La technique informatique associée à l'extraction de documents qui proviennent de flux d'impression est connue sous le terme COLD, acronyme de Computer Output to Laser Disk. Le sigle ERM (Entreprise Report Management) est également utilisé depuis 2006 pour désigner la même technique. Les systèmes d'impression (éditique) génèrent des flux dans différents formats. Ces flux regroupent de nombreux documents qu'il convient de conserver dans un système de gestion électronique des documents ou dans un système d'archivage électronique. Un Système « COLD »  doit donc être en mesure d'extraire facilement les metadonnées des documents présents dans un flux d'impression, d'archiver les flux, et de permettre des recherches et des remises en forme des documents issus des flux d'impression. Les flux d'impression qui sortent de système d'éditique sont pour 95 % du volume en AFP(Advanced Function Presentation) et de plus en plus souvent au format Adobe PDF (dont le format v1.4 est assimilé au format /A, A pour archivage) ce qui en simplifie l'exploitation.